# Cis australis
Cis australis es una especie de coleóptero de la familia Ciidae.

## Distribución geográfica
Habita en el sur de Australia.